# فيرونيكا كلارك
فيرونيكا كلارك هي متزلجة فنية كندية، ولدت في 1912، وتوفيت في 27 يوليو 1999.